# Misha Black
Sir Misha Black (16 de outubro de 1910 – 11 de agosto de 1977), foi um arquiteto e designer britânico nascido no Azerbaijão. Misha esteve relacionado com a construção do Metropolitano de Londres.